# Baptist Leveson-Gower
Baptiste Leveson-Gower (c. 1703-1782) est un homme politique britannique conservateur qui siège à la Chambre des communes pendant 34 ans de 1727 à 1761.

## Biographie
Il est le quatrième fils de John Leveson-Gower (1er baron Gower), député, et de son épouse, Lady Catherine Manners, fille de John Manners (1er duc de Rutland) . Il entre à la Westminster School en mai 1717, à l'âge de 13 ans, et est admis au St. John's College de Cambridge le 22 avril 1720, à l'âge de 16 ans.
Lors des Élections générales britanniques de 1727, il est élu député conservateur à Amersham et à Newcastle-Under-Lyme. Il choisit de siéger à Newcastle-under-Lyme pour défendre les intérêts de sa famille. Il vote toujours contre le gouvernement. Il est réélu pour Newcastle-under-Lyme dans un scrutin aux élections générales britanniques de 1734 et sans opposition lors des élections générales britanniques de 1741. En décembre 1744, son frère, John Leveson-Gower (1er comte Gower), entre au gouvernement et est nommé Lord du commerce en 1745. Il est réélu en 1747 et démissionne de son poste en juin 1749. Il devient membre du cercle du duc de Bedford et, en 1751, il se sépare de Lord Gower et entre dans l'opposition avec Bedford .
Il est réélu aux Élections générales britanniques de 1754 et est classé comme membre du groupe Bedford, puis dans l'opposition. Il ne se représente pas en 1761 .
Il est décédé célibataire le 4 août 1782. Il est le frère de Hon. Thomas et William Leveson-Gower.